# Friedrich Schlageter
Friedrich Schlageter (* 8. Januar 1900 in Stollhofen; † 4. August 1952) war ein deutscher SA-Führer. Er war einer der Hauptverantwortlichen des SA-Terrors in Berlin-Steglitz.

## Biografie
Friedrich Schlageter war das erste von neun Kindern eines Schwarzwald-Bauern. Seine Kindheit verbrachte er in der Nähe von Baden-Baden. Er erlernte das landwirtschaftliche Fach. In der Endphase des Ersten Weltkrieges meldete er sich 1918 als Kriegsfreiwilliger beim Feldartillerie-Regiment Nr. 50. Sein Fronteinsatz wurde durch den Zusammenbruch des Kaiserreiches im November 1918 verhindert.
Nachdem er einem Freikorps angehört hatte, kehrte Schlageter in seine Heimat zurück. Die nachfolgenden Jahre verbrachte er mit dem Abschluss seiner landwirtschaftlichen Ausbildung, die er mit dem Staatsexamen am Landwirtschaftlichen Seminar in Helmstedt abschloss. Seine ersten Berufsjahre verbrachte Schlageter als Verwalter und Gutsinspektor in Süd- und Mitteldeutschland. 1928 übersiedelte Schlageter nach Berlin, wo er bei der Stadtgüter GmbH arbeitete. Nach einer längeren Phase als Erwerbsloser und Gelegenheitsarbeiter fand er eine Beschäftigung als Arbeiter im Kabelwerk Gartenfeld, wo er 1930 ausschied. 1931 wurde er Transportarbeiter bei einem Chemischen Industriewerk, in dem er es bis 1933 zum Werkmeister brachte. Am 1. November 1933 wurde Schlageter Mitarbeiter in der Revisionsabteilung der Berliner Verkehrsbetriebe (BVG).
Politisch rückte Schlageter in den 1920er Jahren immer weiter nach rechts: Er nahm 1923 am Ruhrkampf teil, trat nacheinander dem Jungdeutschen Orden, der Marine-Brigade Ehrhardt, dem Deutschvölkischen Schutz- und Trutzbund sowie dem Stahlhelm bei.
Zum 1. Mai 1930 wurde Schlageter Mitglied der NSDAP sowie ihres Straßenkampfverbandes, der SA. Als Mitglied des Sturms 35 nahm er an zahlreichen gewaltsamen Auseinandersetzungen mit Kommunisten teil. Bei einem Überfall durch seine politischen Gegner erlitt er einen doppelten Schädelbruch und eine Gehirnerschütterung, die er im Heim des Frauenordens in Potsdam auskurierte. Im Februar 1931 wurde Schlageter Mitglied der Stabswache der Berliner SA-Führung. Während der Stennes-Revolte kehrte er zum Sturm 35 zurück, um dann als Sturmgeldverwalter zum Sturm 44 in Friedrichsfelde zu wechseln. Nach einem Intermezzo als Adjutant im Sturmbann II der Standarte 5 wurde er am 15. Oktober 1931 zum SA-Sturmbannführer befördert und mit der Führung des, das Gebiet von Friedrichshain bis zum Schlesischen Bahnhof umfassenden, Sturmbanns I/3 beauftragt.
Nach der „Machtergreifung“ der Nationalsozialisten wurde Schlageter am 6. August 1933 zum SA-Obersturmbannführer befördert und mit der Führung der SA-Standarte 5 (Horst-Wessel-Standarte) der SA-Gruppe Berlin-Brandenburg betraut. In dieser Stellung war Schlageter verantwortlich für die Terrormaßnahmen der SA im Bezirk Steglitz. Auf sein Geheiß wurden zahlreiche Personen in improvisierte SA-Keller und ins KZ Oranienburg verschleppt. Zum Jahresende 1933 wurden Schlageters „Verdienste“ in diesem Bereich mit der Beförderung zum Standartenführer honoriert.
Nach dem sogenannten Röhm-Putsch wurde Schlageter als Anhänger des als Verräter erschossenen Berliner SA-Chefs Karl Ernst seiner Stellung in der SA enthoben und politisch kaltgestellt. Zum 1. April 1935 wurde er in den Stab der SA-Brigade 28 versetzt.
Zu einer Anklage nach dem Zweiten Weltkrieg wegen seiner Beteiligung an den SA-Verbrechen der Jahre 1933/34 kam es nicht mehr, da er vor Eröffnung der Berliner SA-Prozesse verstarb.

## Sekundärliteratur
- Steglitz im Dritten Reich. Beiträge zur Geschichte des Nationalsozialismus in Steglitz, in: Reihe deutsche Vergangenheit, Band 69, Hrsg. Bezirksamt Steglitz. Abt. Volksbildung, Edition Hentrich, Berlin 1992. ISBN 3-89468-037-7.

## Zeitgenössische Literatur
- Julek Karl von Engelbrechten, Hans Volz: Wir wandern durch das nationalsozialistische Berlin. Ein Führer durch die Gedenkstätten des Kampfes um die Reichshauptstadt. Im Auftrag der Obersten SA-Führung bearbeitet. Frz. Eher Nachf., München 1937.
- Julek Karl von Engelbrechten: Eine braune Armee entsteht. Die Geschichte der Berlin-Brandenburger SA, 1. Auflage, Frz. Eher Nachf., München 1937.